# نيكول ايمانويل
نيكول ايمانويل (بالإنجليزية: Nicole Emmanuel)‏ هي لاعبة كرة قدم بريطانية، ولدت في 4 يونيو 1986 في إنجلترا في المملكة المتحدة. لعبت مع Blackburn Rovers W.F.C. ‏.

## وصلات خارجية
- نيكول ايمانويل على موقع Soccerway.com (الإنجليزية)